# Fives

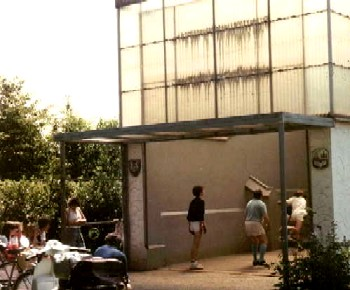
Eton Fives Court in Rheinberg

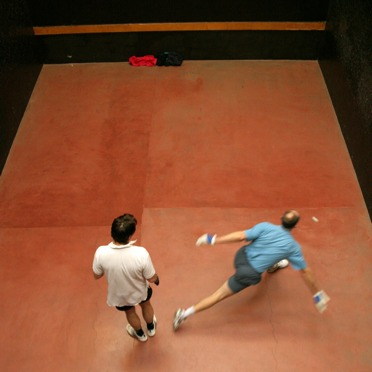
Rugby Fives

Unter Fives werden britische Rückschlagsportarten verstanden, bei denen der Ball, statt mit einem Schläger, mit den Händen geschlagen wird.
Wie Squash wird Fives in einem Court gespielt, wo der Spielball gegen die Frontwand geschlagen werden muss. Die hauptsächlichen Varianten des Spiels sind Eton Fives, Rugby Fives und seit 2006 City Fives. Dabei unterscheiden sich die verschiedenen Fives-Varianten vor allem durch die unterschiedlichen Courts. Während City Fives nur eine Frontwand benötigt, wird Eton Fives in einem Court gespielt, der aus Frontwand sowie Wänden zur linken und rechten Seite besteht. Rugby Fives wird wie Squash in einem abgeschlossenen Court gespielt.
Eton Fives wird in Europa außerhalb Großbritanniens in Deutschland, Frankreich und der Schweiz gespielt. Um 1920 wurde das Spiel von dem aus Schottland stammenden Sportlehrer Gordon Spencer am Lyceum Alpinum in Zuoz eingeführt. Neben sechs Fives Courts in Zuoz gibt es je zwei weitere in Zürich und Genf. In den 1960er Jahren wurde auch in Rheinberg (Niederrhein) auf dem städtischen Sportplatz ein Eton Fives Court errichtet, der aber seit Jahren nicht mehr benutzt wird.

## Geschichte
Vorläufer von Fives wurden bereits im antiken Rom im 2. Jahrhundert v. Chr. erwähnt. Das Spiel Ludere expulsim wurde zu zweit gespielt, wobei ungesichert ist, ob dabei auch der Ball gegen eine Wand geschlagen werden musste. Im 11. Jahrhundert wurde ein weiterer Vorläufer in Frankreich als Jeu de Paume populär. Im England des Mittelalters, spielten Bauern, aber auch Adelige, einen direkten Vorläufer von Eton Fives an den Außenseiten der örtlichen Kapellen und Kirchen. So wird König Heinrich VIII. nachgesagt, begeistert dieses Ballspiel ausgeübt zu haben. Im 17. Jahrhundert entwickelte sich der Name Fives für diese Sportarten, wobei bis heute ungeklärt ist, ob sich das Wort Fives von der Redewendung a bunch of fives ableitet. Die ersten speziell für Fives gebauten Courts wurden 1840 für das Eton College erbaut, dafür wurde der zuvor genutzte Spielplatz an der Eton-Kapelle als grobe Vorlage genutzt. Dadurch ist bis heute gerade beim Eton Fives ein sakraler Charakter der Courts erhalten geblieben, da die Spielwände aus vielen Schrägen und Kanten bestehen, sowie ein Strebepfeiler den Court strukturiert.

## Regeln
Der Spielball muss über eine an der vorderen Wand angebrachte Markierung (Kante) gespielt werden und darf nur einmal auf dem Boden aufkommen. Gespielt wird mit einem Korkball und mit den Händen, die durch gepolsterte Handschuhe geschützt werden. Unstimmigkeiten werden unter den Spielern „ausgehandelt“ oder mit einer Wiederholung des Spielballs („let“) bereinigt. 

## Geist von Fairplay und Respekt
Der englische Einfluss ist auch heute noch ständig präsent. So spielt das Fair Play eine sehr bedeutende Rolle.
Die traditionellen britischen Sportarten sollen bei der Erziehung dazu dienen, junge Menschen u. a. in ihrem Charakter zu stärken und zu fördern. Um ein erfolgreicher Fivesspieler zu sein, braucht es eine schnelle Reaktion, Ausdauer sowie – da ohne Schiedsrichter gespielt – ein großes Maß an Fairplay. Er muss sich jederzeit für seinen Mitspieler einsetzen. Ohne Teamwork sind keine Erfolge zu verbuchen. 

## Einzelbelege
1. ↑  playfives.co.uk: city fives association (Memento vom 18. August 2013 im Internet Archive) (englisch)
2. ↑  fivesonline.net: Courts in Rest of Europe (Memento vom 9. März 2016 im Internet Archive) (englisch)
3. ↑  Ballspiele in der Antike. imperiumromanum.com, abgerufen am 28. Juni 2025.
4. 1 2  flomotion.tv: Fives – a game with history (Memento vom 13. Juli 2012 im Webarchiv archive.today) (englisch)
5. ↑  fivesonline.net: A Brief History of Eton Fives (Memento vom 11. Oktober 2014 im Internet Archive) (englisch)